# Lou Molinet
Ignacio Saturnino (Lou) Molinet (1904–1976) fue el primer jugador de fútbol americano profesional hispanoamericano nacido fuera de los Estados Unidos que jugó en la National Football League. En 1927 fue miembro de los Frankford Yellow Jackets.

## Primeros años
A pesar de tener un apellido francés, Molinet, los padres de Lou emigraron a Cuba desde España, tal vez cruzando los Pirineos desde Francia. Fue educado principalmente en Estados Unidos, asistiendo a la escuela preparatoria en Nueva Jersey antes de inscribirse en la Universidad Cornell, siguiendo los pasos de su hermano mayor, Joaquin, quien tiempo después sería seleccionado al Cornell Athletic Hall of Fame.

## Cornell
Molinet fue considerado como un jugador de grandes condiciones físicas en dos deportes distintos, el baloncesto y el fútbol americano. Poco tiempo después de comenzar su segundo año en Cornell, ambos padres de Molinet fallecieron. Consideró muy difícil volver a Cornell, por lo que permaneció en su casa de Cuba. Pero cuando la Frankford Athletic Association en la ciudad de Filadelfia lo contactó para que jugara con los Frankford Yellow Jackets, el entonces equipo campeón defensor de la NFL fue contratado por un salario de 100 dólares por partido.

## NFL
En 1927, Molinet corrió para 75 yardas y consiguió otras 35 yardas por pases lanzados. También atrapó varios, e incluso anotó un touchdown. Al final de la temporada Frankford terminó en el séptimo lugar, con Molinet jugando en 9 partidos en la NFL.

## Vida después del deporte
Parece que Molinet se casó con Margarita Brooks, hermana de la esposa de su hermano Joaquín, Elsa. Trabajó en Eastman Kodak, y después en la Carrier Corporation, donde estuvo en las ciudades de Nueva York, Rochester y Syracuse. En muchos medios de comunicación estadounidenses se refieren a Molinet como "Lou" Molinet, aunque su familia declaró que jamás le llamaron de esa manera. Sus apodos fueron "Molly" e "Iggy".

## El primero en la NFL
Antes de 1999, se había llegado a la conclusión de que Jess Rodriguez, un fullback nacido en España que jugó en 1929 con los Buffalo Bisons había sido el primer jugador de la NFL con herencia hispana. Sin embargo en 2000, Heidi Cadwell, nieta de Molinet, contactó al Salón de la Fama del Fútbol Americano Profesional para donar el contrato que su abuelo firmó en 1927 con la NFL. Este contacto fue de gran interés para el Salón de la Fama porque por mucho tiempo se consideró a Rodriguez como el primer jugador hispano en la historia de la NFL. Después de arduas investigaciones hechas por el historiador hispano del Salón de la Fama Mario Longoria confirmó que en verdad Molinet jugó en la NFL en 1927.